# Iwan Petrowitsch Trutnew
Iwan Petrowitsch Trutnew (russisch Иван Петрович Трутнев, wiss. Transliteration Ivan Petrovič Trutnev; * 1827 in Lichwin im Gouvernement Kaluga; † 4. Februarjul. / 17. Februar 1912greg. in Vilnius) war ein russischer Maler und Begründer der Wilnaer Malerschule an der Kunstakademie Vilnius.

## Leben

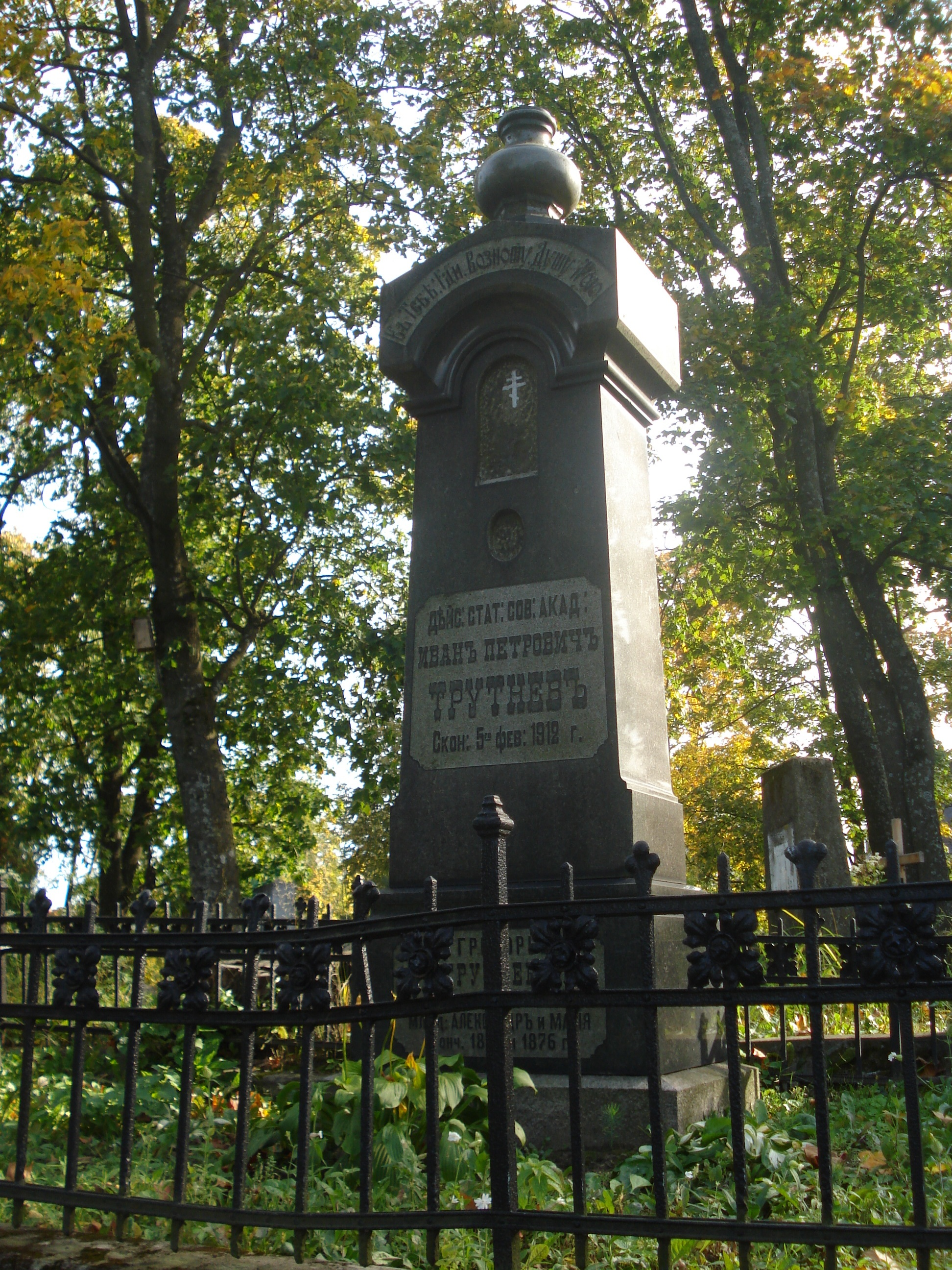
Grab Trutnews (Wilna)

Geboren und aufgewachsen in einer Bauernfamilie trat er 1845 in die Künstlerschule des Grafen Stroganow in Moskau bei. Diese beendete er 1849 mit der Befähigung zum Zeichenlehrer. In der Zeit von 1851 bis 1858 setzte er seine Ausbildung an der Petersburger Kunstakademie fort. Dort studierte er bei Professor Bogdan Pawlowitsch Willewalde.
In den Jahren 1852 bis 1854 erhielt er im Rahmen studentischer Ausstellungen für seine Bilder Der verwundete Soldat und die Franzosen am Feuer (Больной солдат и французы у огня) und Blindekuh spielen (Игра в жмурки) Silber- und Goldmedaillen. Für sein Bild Der Bauer segnet seinen Sohn, der in den Krieg zieht (Крестьянин благословляет своего сына в ополчение) wurde ihm 1855 eine Goldmedaille verliehen.
Nach Beendigung seiner Ausbildung an der Petersburger Kunstakademie wurde ihm aufgrund seiner Verdienste das Recht zuteil, ihm Ausland seine Ausbildung fortzusetzen. In der Zeit von 1860 bis 1865 bereiste er mehrere europäische Städte, darunter Wien, Paris, Dresden und Antwerpen.
Nach seiner Rückkehr nach Russland lehrte er zunächst Zeichnen und Kalligrafie am Gymnasium in Wizebsk. 1866 lernte er Iwan Petrowitsch Kornilow kennen, der in Vilnius eine Malerschule gründen wollte, um dort die Entwicklung einer eigenständigen lokalen Kunst zu fördern, die sich von der russischen unterscheiden sollte. Trutnew folgte diesem Ruf und lehrte in Vilnius Malen und Zeichnen an verschiedenen Schulen und leitete darüber hinaus diese Zeichenschule.
Trutnew wurde ständiger Teilnehmer an den von den Peredwischniki initiierten Wanderausstellungen. 1868 wurde er zum Ehrenmitglied ernannt.
In Wilna malte er Stadtansichten und Genrebilder, die sich lokalen Themen widmeten wie Litauische Schänke (Литовская корчма), Jahrmarkt in Kasimirowsk (Казимировская ярмарка), Trödelmarkt in Wilna (Толкучий рынок в Вильне) sowie Szenen des europäischen Lebens. Weiterhin malte er Bilder mit kirchlich-historischem Hintergrund sowie Bilder offizieller Begebenheiten Besuch Alexanders II. im Heimatmuseum in Wilna (Визит Александра II в Музее древностей в Вильне) als auch Porträts offizieller Würdenträger seiner Zeit.
Ein weiterer zentraler Bereich seines Schaffens bildete die Ikonenmalerei. Er schuf Ikonen für Kirchen der Städte der westlichen Gouvernements des Russischen Reiches seiner Zeit, so geschehen in Minsk, Hrodna, Tschernihiw, Lublin und Warschau.
Darüber hinaus gründete er eine Künstlerschule, deren Leitung er übernahm. Sie wurde zur führenden künstlerischen Ausbildungseinrichtung Litauens der zweiten Hälfte des 19. Jahrhunderts bis zum Beginn des 20. Jahrhunderts. Diese Schule gewährte Zutritt ohne Unterscheidung der Nationalität, Herkunft oder der Konfession. Die Anzahl der Schüler wuchs ständig – von 100 im Jahr 1866 auf über 4.000 Anfang des 20. Jahrhunderts. Neben Trutnew lehrten an dieser Schule Wassili Grjasnow, Józef Bałzukiewicz, Tadas Daugirdas, Stanislaw Jarozki, Iwan Rybakow, Sergei Juschanin sowie Nikolai Sergejew-Korobow.
Die erste Ausbildung an der Schule erhielten Maler, Grafiker, Bildhauer, Fotografen verschiedener Stile und Orientierungen. Unter den Schülern waren u. a. Jehudo Epstein, Vytautas Kairiūkštis, Bolesław Bałzukiewicz, Konstantin Gurski, Vladas Didžiokas, Juozas Zikaras, Lasar Segall, Chaim Soutine und viele andere.
Neben seiner künstlerischen und pädagogischen Tätigkeit war Trutnew auch aktiv gesellschaftlich tätig. Er war u. a. Gründungsmitglied des Künstlerkreises Litauens und initiierte Ausstellungen der Arbeiten seiner Schüler.
In seinen letzten Lebensjahren malte er aufgrund seiner schwachen Gesundheit nicht mehr. Er verstarb 1912 im Alter von 85 Jahren.